# Jobaháza
Jobaháza là một thị trấn thuộc hạt Győr-Moson-Sopron, Hungary. Thị trấn này có diện tích 8,06 km², dân số năm 2010 là 548 người, mật độ 68 người/km².